# 劉健儀
劉健儀，GBS，OBE，JP（1947年4月27日—），生于廣東廣州，籍貫廣東新會，前自由黨榮譽主席，曾任該黨主席及香港立法會議員（航運交通界）。本身亦是一位執業律師，她信奉天主教。

## 生平
劉健儀於廣州出生，後來移民来到香港，居於九龍深水埗唐樓的板間房內，早年畢業於瑪利諾修院學校小學部及中學部（1958年入讀中一），憑優異成績入讀香港大學英文系（1968年二級榮譽畢業）。因為生於一個傳統重男輕女的家庭，媽媽生了5個女兒。劉健儀因而決定要做「劉家之子」。從此，但凡覺得是該做的事，她就勇往直前，擔起養家的擔子。直至港大畢業，才自覺無負當日對媽媽的承諾。後來，劉健儀一家大多數成員移民加拿大，她卻堅持留港，說要為香港打拼到底。

## 公職
劉健儀歷任區域市政局議員、撲滅罪行委員會委員、香港法律改革委員會委員、香港法律改革委員會轄下之監護權及撫養權小組委員會主席、懲教署人員子女教育信託基金委員會主席、紀律人員薪俸及服務條件常務委員會主席、保安及護衛業管理委員會主席、立法局議員（1988年－1997年）、臨時立法會議員，曾任自由黨主席。
1988年至1995年為港英政府的委任議員，1995年起改循功能組別（運輸及通訊界）晉身立法局議員，1998年改循功能組別（航運交通界）晉身立法會議員，曾任該會交通事務委員會主席。2003年至2012年出任內務委員會主席，成為立法會的第二號人物，當時任立法會主席范徐麗泰或曾鈺成不在席主持會議時，由劉代理，因此議員們都稱她為代主席。
劉健儀曾主持過多項法案的審議工作，包括《2001年九廣鐵路公司（修訂）條例草案》、《2003年道路交通（修訂）條例草案》、《2005年收入（取消遺產稅）條例草案》及極受爭議的《截取通訊及監察條例草案》、《兩鐵合併條例草案》等。
2012年香港立法會選舉，她出選香港島選區地區直選落敗，結束24年議會生涯。離開議會後劉健儀重返律師專業，任香港和英國事務律師、澳洲維多利亞省的大律師及事務律師等。
2008和2012年獲選為港區全國人大代表。

### 喪失榮譽主席職銜取消
2022年8月10日，劉健儀連同田北俊及周梁淑怡，不滿自由黨的並計劃喪失榮譽主席取消所有之職銜，宣布退出自由黨。

## 榮譽
- 1991年 委任為太平紳士
- 1992年 頒授大英帝國官佐勳章
- 2004年 金紫荊星章[8]

## 外部連結
- 立法會議員簡歷
- 劉健儀的Facebook專頁

| 政黨職務      | 政黨職務                   | 政黨職務        |
| ------------- | -------------------------- | --------------- |
| 前任： 田北俊 | 自由黨主席 · 2008年-2012年 | 繼任： 周梁淑怡 |